# Gregorio da Spoleto
Gregorio da Spoleto (Matrignano, 1460 – Lione, 1502-1503) è stato un religioso e umanista italiano.

## Biografia
Nato a Matrignano, un centro nei pressi di Spoleto, da Andrea di Angelo, entrò probabilmente fin da bambino presso l'Ordine degli Agostiniani dove ricevette un'importante educazione umanistica. Nonostante la sua condizione di chierico, la sua vita fu contrassegnata dal vagabondaggio. Grazie a Pierleone Leoni entrò in contatto con Lorenzo il Magnifico che gli affidò l'educazione del figlio Giovanni, futuro papa Leone X, ed entrando così presso l'élite culturale fiorentina rappresentata da Marsilio Ficino. Grazie al legame con il giovane Medici, il signore di Firenze concesse vari benefici a Gregorio.
Fuggito da Firenze dopo la morte del Magnifico (1492), nel 1494 si trovò a Ferrara ove esercitò il suo magistero anche ad un giovane Ludovico Ariosto, col quale strinse un buon rapporto di amicizia. Nel 1499 il soggiorno ferrarese terminò in quanto Isabella d'Aragona, vedova del duca Gian Galeazzo Maria Sforza, chiese a Gregorio di accompagnare il figlio Francesco Maria quale precettore in Francia. Gregorio morì nel 1502-1503 a Lione.